# Croce di Auschwitz

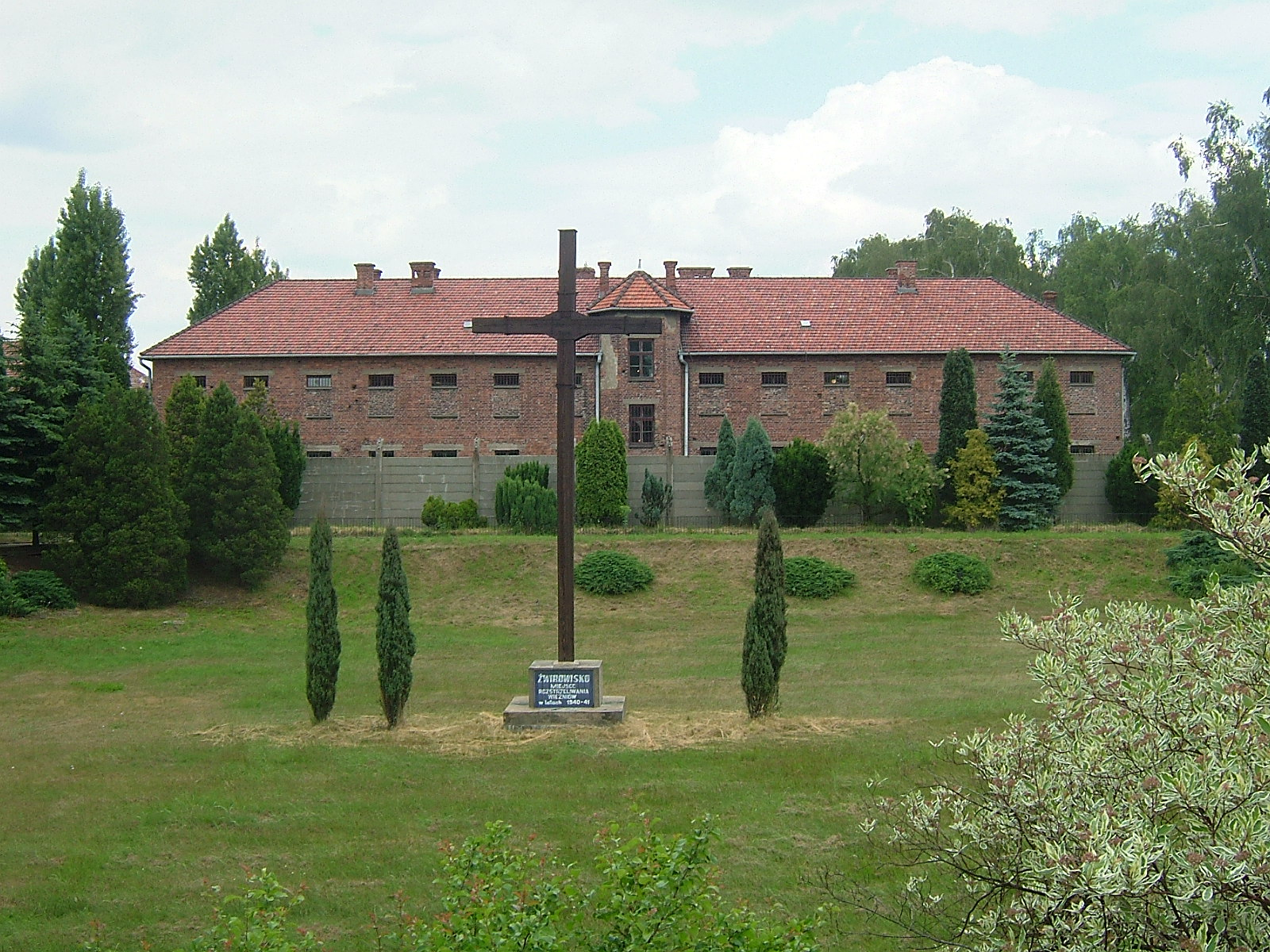
La croce di Auschwitz nel 2008

La croce di Auschwitz è una croce eretta vicino al campo di concentramento di Auschwitz.
Nel 1979, il neoeletto Papa Giovanni Paolo II celebrò una messa sul suolo del sottocomplesso di Birkenau di fronte a mezzo milione di persone. Una croce di 8,6 metri venne eretta per l'occasione e rimossa a evento terminato.
Delle monache carmelitane aprirono un convento nei pressi del campo principale di Auschwitz nel 1984. Edgar Bronfman, presidente del Congresso Ebraico Mondiale, chiese la chiusura del convento. Le dichiarazioni pubbliche di Theo Klein, presidente del Consiglio degli ebrei in Francia, dell'attivista ebreo Serge Klarsfeld e del Dott. Gerhard Riegner, rappresentante del Congresso Mondiale Ebraico, furono anch'esse volte a chiedere la chiusura del convento.
L'anno seguente le carmelitane eressero la grande croce della messa vicino al Blocco 11, una prigione di tortura facente parte del blocco principale, visibile dall'interno del campo.
La Chiesa Cattolica ordinò alle carmelitane di allontanarsi entro il 1989. Rimasero tuttavia fino al 1993, lasciando lì la croce.

## Controversia
Le tensioni sfociarono nel 1989, quando si verificarono due proteste di rilievo. Nel maggio, l'Organizzazione Internazionale delle Donne Sioniste condusse una protesta di 300 membri che sfilarono con simboli e bandiere israeliani. Nel luglio il rabbino newyorkese Avraham Weiss guidò con 6 sostenitori una protesta che ebbe risalto a livello internazionale: scalarono le recinzioni del convento con le uniformi dei campi di concentramento. Il gruppo molestò poi le suore con rumori e grida finché dei lavoratori locali li allontanarono gettando loro secchiate d'acqua.
I rappresentanti del Consiglio degli ebrei e il Congresso Mondiale Ebraico dichiararono che la maggior parte delle vittime ebree morirono ad Auschwitz e chiesero che i simboli religiosi fossero tenuti lontani dal sito. Ian Kagedan, membro canadese dell'ordine dei B'nai B'rith disse a riguardo dell'erezione della croce « un'evidente lacuna nella comprensione ».
Nel marzo del 1998 il plenipotenziario delle relazioni con la diaspora ebraica, Krzysztof Sliwinski, affermò in un quotidiano francese che la croce dovesse essere rimossa, poiché la sua presenza era irrispettosa nei confronti del retaggio ebraico di Auschwitz. 
Nello stesso mese un folto gruppo di capi di governo e non, tra i quali il capo di gabinetto Wiesław Walendziak, 130 deputati della Camera, 16 senatori, l'ex presidente Lech Wałęsa, il cardinale Józef Glemp e l'arcivescovo di Danzica Tadeusz Rokoczy si opposero alla rimozione della croce. 
Quest'ultima, ben visibile dal Blocco 11, segna il luogo dell'uccisione di prigionieri politici polacchi (inclusi preti cattolici) e prigionieri ebrei. Il leader dei difensori della croce del Papa e il leader della Associazione delle Vittime di Guerra, il quale affittarono il terreno in cui sorgeva la croce, distribuirono volantini contro la rimozione.

## Nuove croci
Nell'agosto 1998, la costruzione di alcune centinaia di ulteriori piccole croci al di fuori di Auschwitz, nonostante l'opposizione dei vescovi del Paese, ha suscitato polemiche da parte della comunità internazionale ebraica e della comunità cattolica polacca. Il governo cercò di risolvere la situazione nell'autunno del 1998 attraverso i tribunali con l'intento di revoca del contratto di locazione del terreno posseduto dall'Associazione delle Vittime di Guerra, che venne accolta con scarso successo. Il governo voleva che i tribunali locali accettassero di nominare un amministratore per il sito dell'ex convento in attesa di una decisione giuridica sulla validità della revoca del contratto di locazione. Nel mese di ottobre il tribunale ha respinto la richiesta di nomina di tale amministratore, una decisione confermata nel dicembre 1998 da una corte d'appello di Bielsko-Biała, che ha rinviato la questione di locazione al tribunale locale. 
Nel maggio 1999 il Parlamento ha approvato una legge sponsorizzata dal Governo per proteggere i siti di tutti gli ex campi di sterminio del paese. Il Governo si consultò con gruppi internazionali ebraici nella preparazione della legge, che ha conferito al Governo il potere di cui aveva bisogno per risolvere il problema delle "nuove croci".
Alla fine di maggio, Świtoń ha comunicato di aver deposto esplosivi sotto il sito dove sono state erette le croci, e che li avrebbe fatti detonare se il Governo avesse tentato di allontanare lui o le croci. Gli agenti di polizia lo arrestarono per possesso di esplosivi e pubbliche minacce. Dopo l'arresto di Świtoń, le autorità locali rimossero le croci di un vicino monastero francescano, sotto la supervisione del vescovo locale, e bloccarono l'accesso al sito per impedire la costruzione di croci supplementari. 
Al momento, la croce del Papa, non è destinata alla rimozione.